# 深澤献
深澤 献（ふかさわ けん、1966年（昭和41年）- ）は、日本の経済ジャーナリスト、編集者。『ダイヤモンド・オンライン』『週刊ダイヤモンド』元編集長。上智大学文学部新聞学科卒業。

## 略歴
1966年（昭和41年）生まれ、広島県出身。広島学院中学校・高等学校、上智大学文学部新聞学科を卒業する。1989年（平成元年）株式会社ダイヤモンド社入社。ニューメディアの開発部門を経て、『週刊ダイヤモンド』でソフトウェア、流通・小売り、通信・IT業界などを主な取材対象として活動する。
2002年（平成17年）に『週刊ダイヤモンド』副編集長、2016年（平成28年）にダイヤモンド・オンライン編集長に就任する。2017年（平成29年）4月より『週刊ダイヤモンド』編集長も兼任。2019年（令和元年）よりデジタルメディア開発部長兼ダイヤモンド論説委員。趣味はマラソン。

## 共著
- 「そごう 壊れた百貨店―乱脈経営の全貌とメインバンクの過ち」（ダイヤモンド社、2001）
- 「沸騰する中国―世界の工場 世紀の市場」（ダイヤモンド社、2001）